# Bešeňová
Bešeňová (in ungherese Besenyőfalu, in polacco Beszeniowa) è un comune della Slovacchia facente parte del distretto di Ružomberok, nella regione di Žilina.